# 王肇枝中學

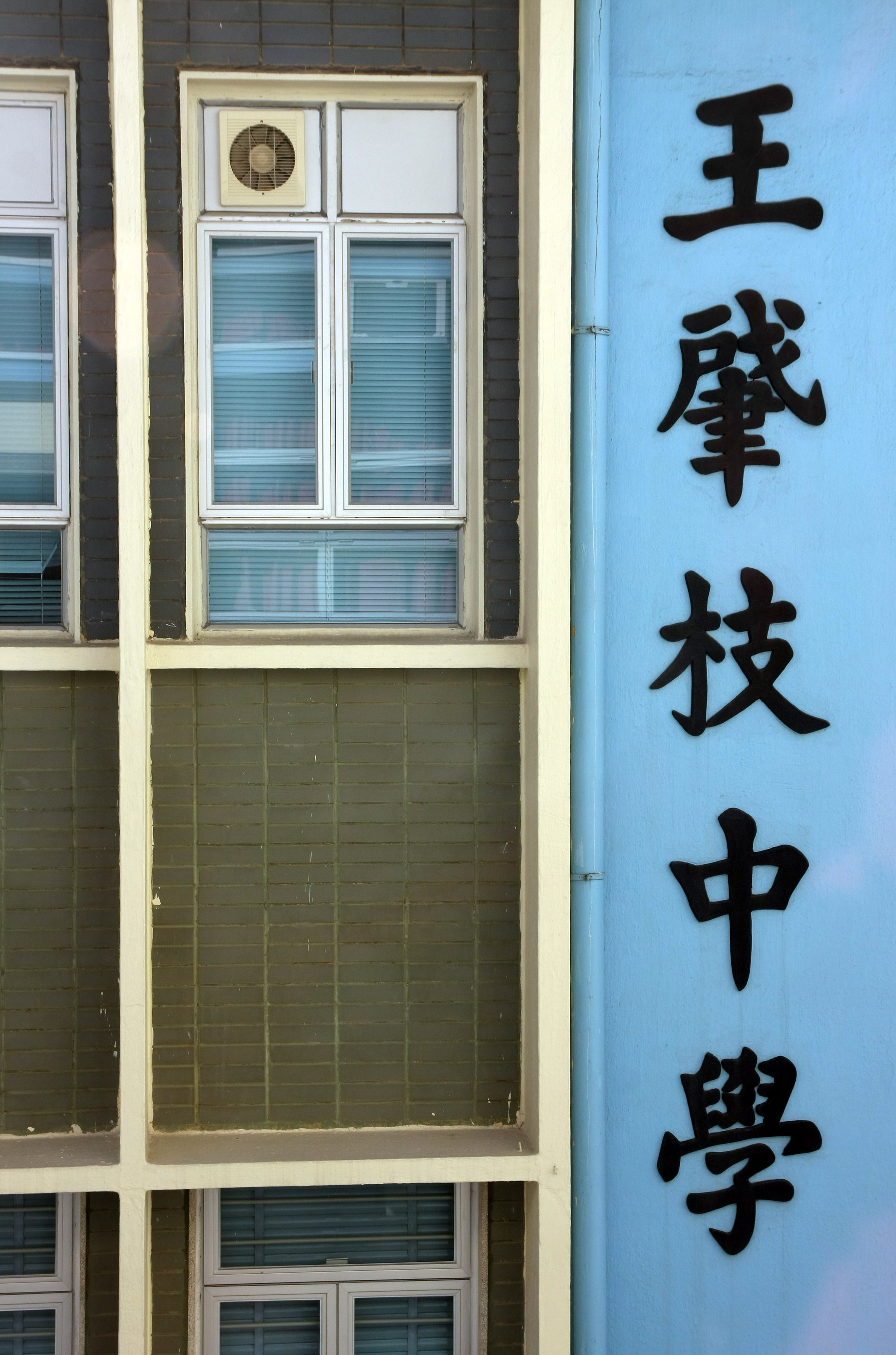
第一期校舍外觀

王肇枝中學（英語：Wong Shiu Chi Secondary School，簡稱「WSCSS」）是香港新界大埔區內第一間英文中學，由王德馨醫生於1960年創辦，以其父親王肇端和母親黎單枝的名字命名。校舍位處港鐵東鐵綫大埔墟站旁邊。

## 校政管理
歷任校監
- 黃國芳先生[3]

歷任校長
- 馮銳韶（1960-1965）
- 李居之（1965-1971）[3]
- 譚國榮（1971-1976）
- 趙承亮（1976-1982）
- 何樹文（1982-1989）
- 羅國明（署理，1987-1988）
- 諸祺璋（1989-2009）
- 何志立（署理，2009-2010）
- 何志立（2010-2017）
- 鄭思宏（2017至今）[4][5][6]

## 歷史
王肇枝中學的創辦人是王德馨醫生，廣東東莞人，王醫生為紀念她已故的雙親王肇端及黎單枝，遂從他們的名字中，各取一字，合併而成為「王肇枝中學」。王醫生戰前於廣州開設醫務所，退休後移居香港，她平生篤信基督，乃捐港幣255,000元，再得教育司署撥地及資助相等的款額，於大埔墟現址興建校舍。
王肇枝中學校舍於1960年1月落成，同年2月8日正式開課，是大埔首間開設中、英文部及初中、高中班級之政府津貼中學。首屆校監為曾任教育司署助理教育司黃國芳先生，首任校長為退休教育官馮銳韶太平紳士。
1966年，王醫生再捐贈港幣十餘萬元，以興建第二期校舍，加上銀行貸款及政府資助，工程得以順利進行，翌年新校舍亦如期落成啟用。1970年，第二期校舍側翼（即第三期校舍）亦告擴建完竣，至此學校發展，已踏入一個可提供由中一至中七的七年完整學制階段，規務漸備。1984年，獲政府將鄰近大埔火車站2,000平方米的空地租借予學校，又得校董會主席鄧若璠太平紳士慷慨捐助港幣17萬餘元，加上其他補助金額，鄧若璠運動場終順利落成，令同學有一較寬敞的場地，進行各項球類活動。應教育署擴班及加設實用科目的要求，第四期校舍（設有新禮堂及四個特別室）緊接於1988年建成啟用，耗資高達600餘萬元。於2005年，王肇枝中學第五期校舍在學校改善計劃下落成（設有教員A室、李居之圖書館、黄建常會議室等）。
2017年，為配合學生人數，經商議後決定將原先六社（紅、橙、黃、綠、藍、棕）改為四社（博、愛、信、修）。
2019年，為配合60週年鑽禧校慶，第一期校舍之107室被改裝為校史館，記錄自1960年創校的詳細經過

## 學校設施

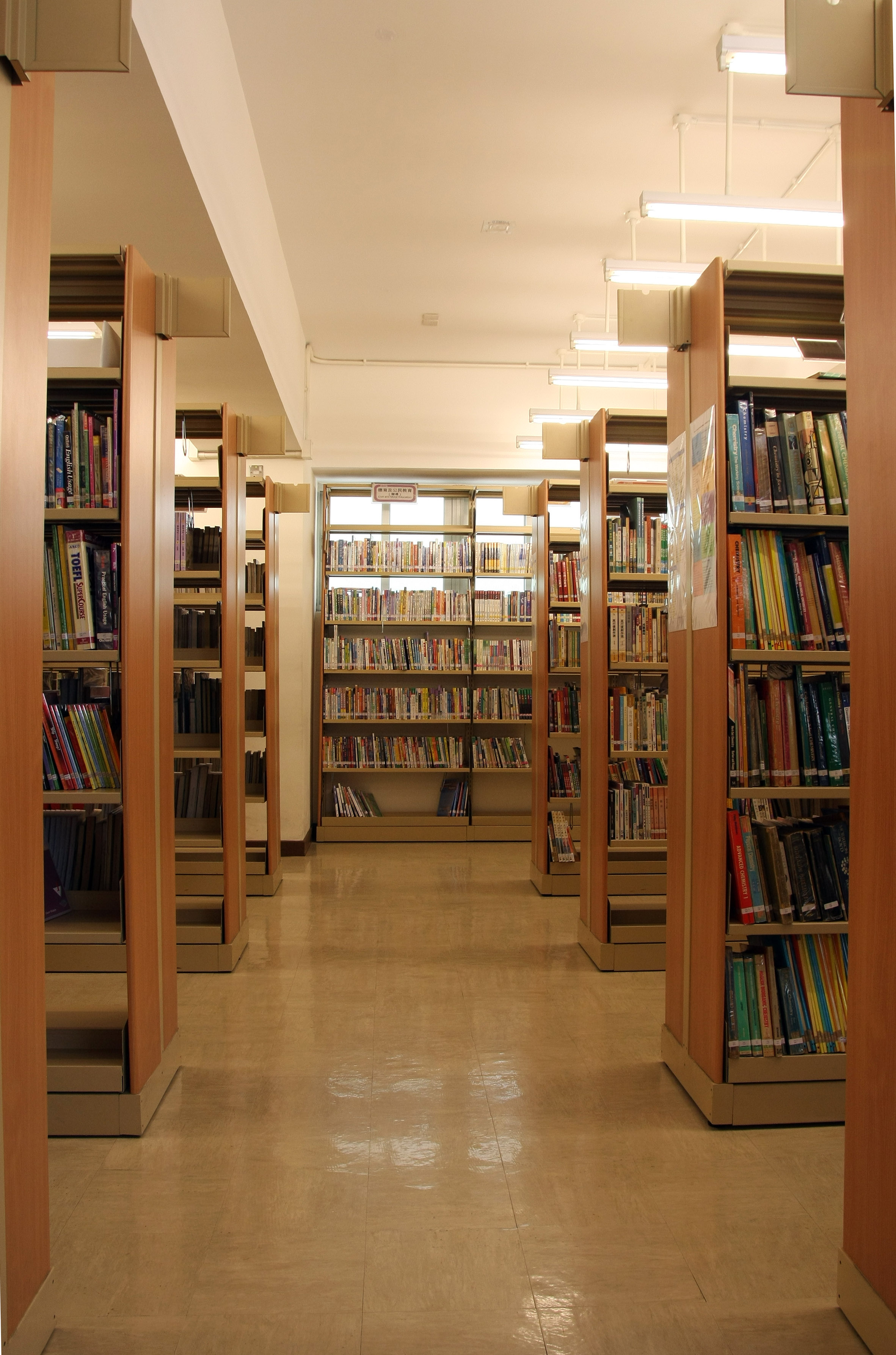
李居之圖書館

全校均有冷氣。特別室有:電腦室、電腦輔助學習室、多媒體語言室、英語活動室、電腦輔助設計及工藝室、電腦化圖書館、課外活動室、室內體育館等。運動場面積逾二萬平方呎，可提供籃球、壘球、等比賽及訓練用途。學校設有更衣室，方便同學們於上體育課期間更換衣服。

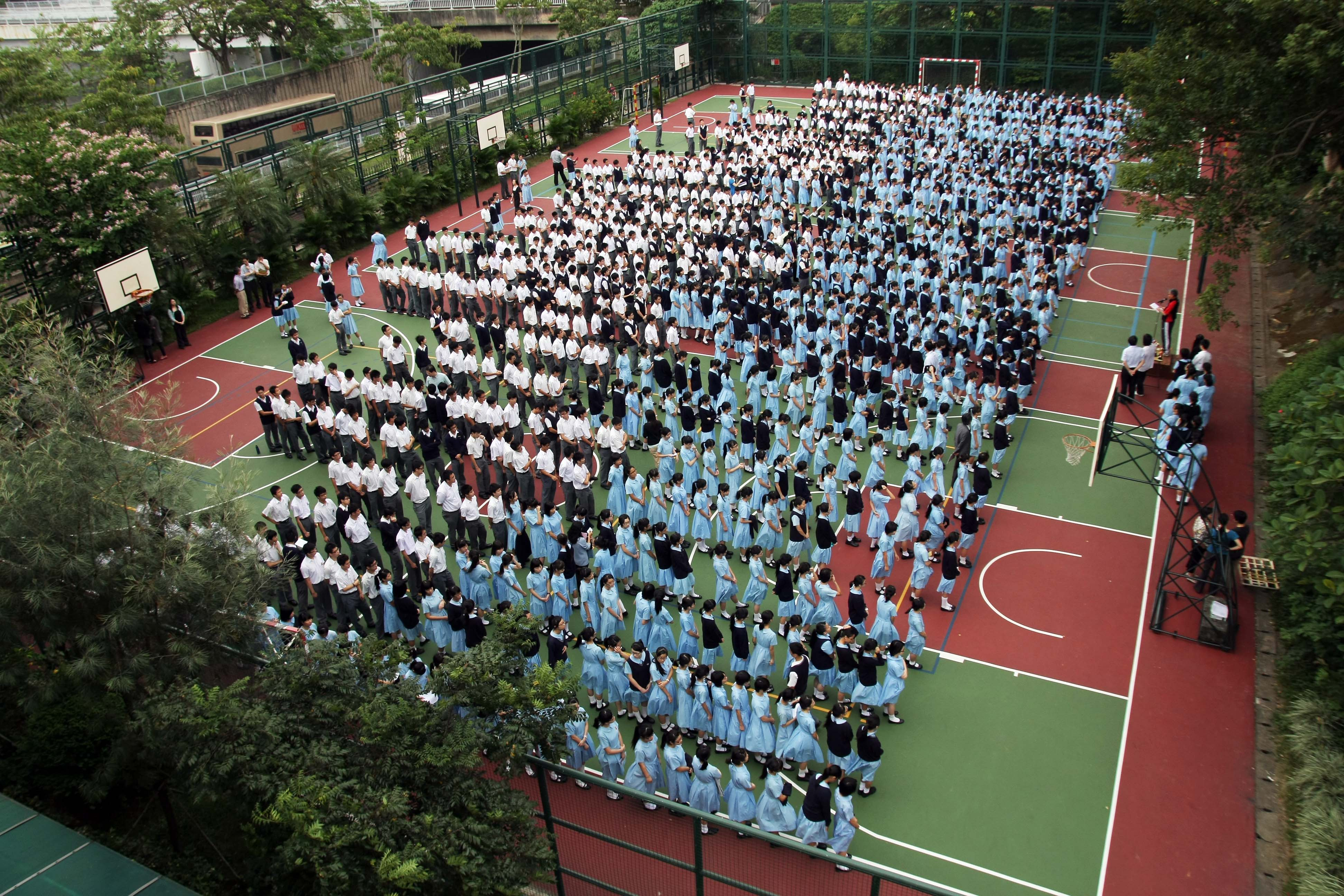
早上集會情況

## 校徽
該校校徽為一盾牌，盾牌內藏十字架、英文校名簡稱WSC和縛著絲帶的麥子，而中文校名置於其下。盾牌代表該校積極培養學生成為未來的社會領袖；十字架代表上帝的真光和永遠的愛；麥子代表該校學生的頑強生命力和堅毅不屈的精神；絲帶代表學生各方面勤力學習的成果，特別是學術方面的成就。

## 宗旨

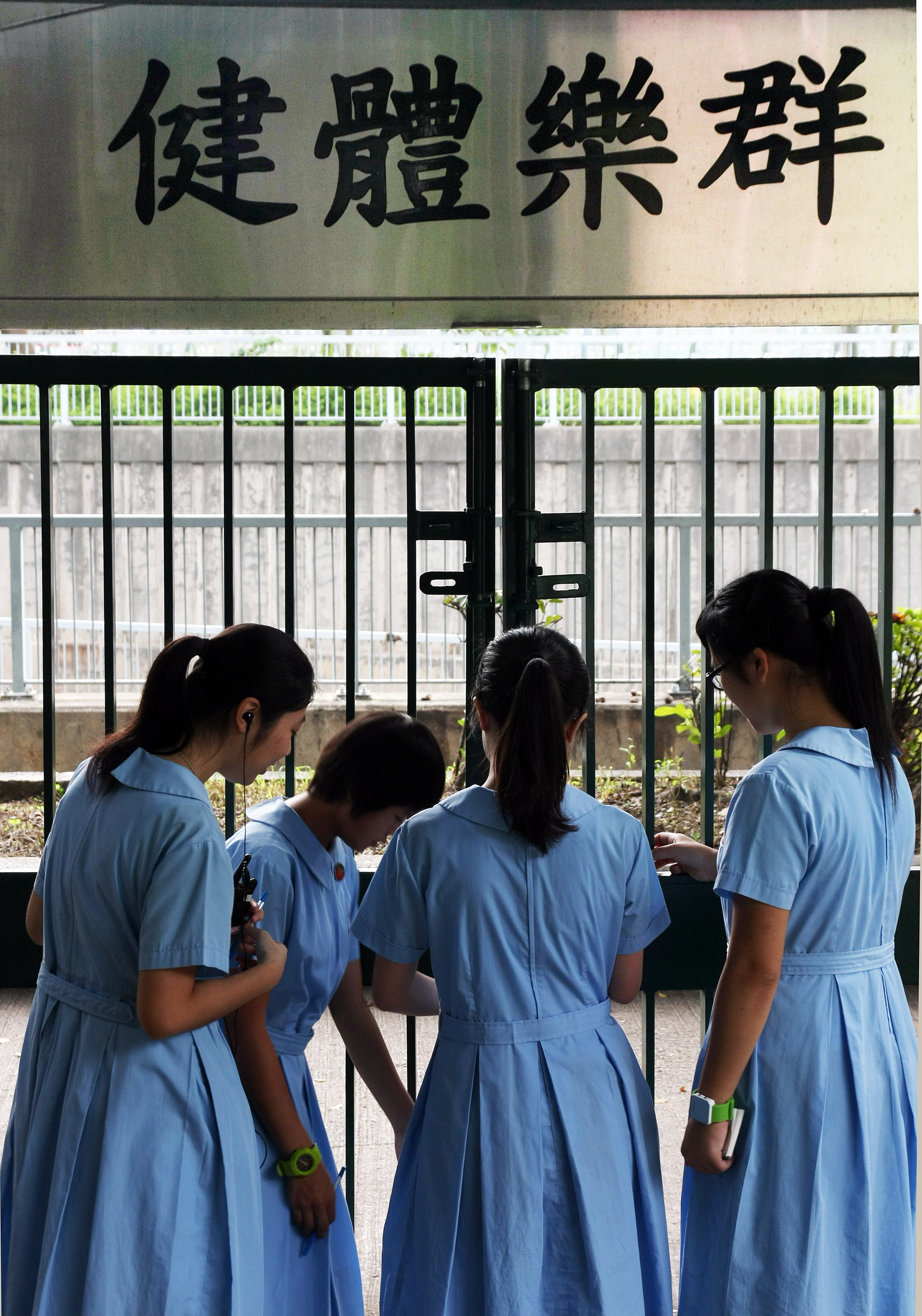
圖中為校方傳播的精神

以基督為完美榜樣，提供基督化全人教育，讓學生在德智體群美靈皆有均衡發展，並且熱愛學習，主動探索解難，積極發揮潛能，享受融洽有序之校園生活，養成終身自學、應變創新、自律自信素質，日後回饋社會，貢獻家國。

## 課外活動
現設學會30餘個，可劃分為學術、服務、興趣、宗教及體育五大組別。所有學會均由學生會聯繫統籌及審批預算、學會幹事組織活動，並由各學會顧問老師監察指導，藉此訓練學生之個別專長。

## 著名/傑出校友
教育、學術界
- 黎樹濠（1967年中五）：前基督教聖約教會堅樂中學校長[10]
- 梁元生（1968年中六）：香港中文大學文學院院長、中國文化研究所所長、歷史系講座教授，前崇基學院院長[10][11][註 1]
- 林樹榮（1971年中七）：香港教育大學前講師[10]
- 何文勝（1975年中六）：香港教育大學中文系副教授[10][註 2]
- 曾華德（1979年中六）：香港大學內科學系教授[10][註 3]
- 林一星（1984年中七）：香港大學社會工作及社會行政學系系主任、香港大學梁顯利基金社會工作及社會行政學教授[12]
- 梁栢行（1994年中七）：香港大學李嘉誠醫學院藥理及藥劑學系副教授[13][註 4]
- 鄭智強（1995年中七）：香港中文大學醫學院病理解剖及細胞學系客座副教授[10][註 5]
- 鄒桂昌：香港中文大學地理與資源管理學系副教授
- 林潔珍：香港浸會大學經濟系教授
- 劉克頑：羅德獎學金得獎者，美國加州大學洛杉磯分校心理學系教授，香港大學心理學系教授
- 潘永祥(1978年中七)：香港城市大學建築科技學部高級講師
- 巫伯雄(1978年中七)：香港浸會大學經濟系副教授
- 歐陽灝宇（2001年中七）：香港大學化學系副教授[註 6]
- 葉振東：華南師範大學粵港澳大灣區跨域治理與公共政策研究中心學術顧問、電子科技大學中山學院客座教授、中山大學政治學理論博士、香港電台第一台政壇新秀訓練班節目主持
- 蕭傑恆：香港理工大學醫療科技及資訊學系教授
- 李世基：前香港道教聯合會圓玄學院第三中學校長
- 周家駒：救恩書院校長
- 李志成：前明愛沙田馬登基金中學、北角協同中學校長
- 楊楚傑：聖公會阮鄭夢芹小學校長
- 王少超：中華傳道會許大同學校校長
- 朱景玄，SBS，MH，JP（1972年中六）：香港教育界及政界人物
- 冼周的兒：伊利沙伯中學前校長、前教育統籌局首席教育主任[14]

政治、公共事業界
- 陳樹鍈（1965年中五）：前律政署首席檢察官、前法律援助署署長[10]
- 彭詢元（1968年中五）：前懲教署署長[11][15][16][註 7]
- 李國英，BBS，MH，JP（1969年中五）：第三屆香港立法會議員（新界東）（2004-2008）、大埔區議員[10]
- 林樊潔芳（1971年中七）：前教育局首席助理秘書長、心光盲人院暨學校院長[10]
- 黃繼兒（1972年中五）：個人資料私隱專員、香港（駐柏林）經濟貿易辦事處處長[17][註 8]
- 韋恒武（1977年中五）：香港警務處新界南總區行動部警司[10]
- 俞官興（1978年中七）：前香港海關助理關長（邊境及港口）、前香港海關副關長、現任獨立監察警方處理投訴委員會秘書長[10]
- 林世雄（1980年中七）：運輸及物流局局長[10]
- 杜淦堃（1993年中五）：香港大律師公會主席、香港資深大律師[10]
- 楊政賢: 民間人權陣線召集人
- 張學明，GBS，SBS，JP：香港特別行政區行政會議成員、新界鄉議局第一副主席及大埔鄉事委員會主席，第四屆香港立法會議員（新界西）

演藝、傳媒界
- 林沛力（1999年中七）：專業劇團7A班戲劇組節目經理、香港藝術發展局戲劇組審批員[10]
- 朱慧珊：前亞洲電視及無綫電視藝員，現任無綫電視助理公共關係總經理
- 李麗蕊：香港著名女藝人
- 萬梓良（約1976年中六）：香港著名演員
- 容家耀（2014年中六）：無綫電視新聞主播及記者
- 黃紫盈（2006年中七）：前無綫新聞主播[註 9]
- 吳保錡：香港男子組合ERROR成員之一
- 陳海雯：有線電視新聞台主播
- 林穎：有線電視新聞台記者
- 陳漢威：有線電視新聞台體育主播兼記者
- 黃德藍：前無綫電視新聞主播兼記者（曾就讀預科）
- 黃栢基：香港導演
- 林子僑：香港電影美術指導、第38屆香港電影金像獎「最佳美術指導」得主
- 蔡愷穎：《聲夢傳奇》參賽者
- Mira：YouTuber[18]
- 鄺家銘（阿占）：香港節目主持人
- 梁子微（1973年中五）：路向四肢傷殘人士協會副主席[10][註 10]
- 歐中樑（1974年中七）：香港建築師學會審裁員、中樑建築設計有限公司董事[10]
- 岑文光（1977年中七）：童軍知友社執行委員會主席[10]
- 林昶恆（1986年中七）：香港學術及職業資歷評審局委任專家、家庭理財教育學會會長[10]
- 王盛：著名電子及電力工程師，任職本港主要電力公司顧問，主力研究「電弧效應」
- 徐致源:著名廚師，薯菜博士。

## 外部連結
- 官方网站（页面存档备份，存于）